# زبان‌های سامویدی
زبان‌های سامویدی یک گروه زبانیست، زیرمجموعه خانواده زبان‌های اورالی که بیشتر متکلمین آن مردم سامویدی هستند که در نواحی شرقی و شمالی کشور روسیه به ویژه در منطقه سیبری و حوالی رود ینی‌سئی به سر می‌برند. شمار زیادی از زبان‌های سامویدی امروزه نابوده شده یا در معرض نابودی قرار دارند. شمار متکلمان این زبان‌هااندک است. زبان سامویدی اگرچه متکلمانی عمدتاً از نژاد زرد دارد با این حال از نظر زبانشناسی به خانواده زبان‌های اورالی تعلق داشته و بدین ترتیب با زبان‌هایی مانند زبان فنلاندی، زبان مجاری و زبان استونیایی که زبان مردمی سفیدپوست است ریشه مشترک دارد.

## زیرمجموعه‌ها
گویشوران زبان‌های سامویدی در مناطق توندرا، جنگلی و کوهستانی پراکنده‌اند و زبان و گویششان با یکدیگر تفاوت‌هایی دارد. با این وجود زبان‌های این گروه به دو شاخه شمالی و جنوبی تقسیم شده‌اند.

### شاخه شمالی زبان‌های سامویدی
- زبان نگاناسانی
- زبان‌های انتس-ننتس
- زبان انتسی
- زبان یوراتسی (که امروزه از میان رفته است)
- زبان‌های ننتسی
  - زبان ننتسی توندرا
  - زبان ننتسی جنگل

### شاخه جنوبی زبان‌های سامویدی
- زبان سلکوپی (زبان ساکنان جنوبی تایگاها است)
  - گویش تاز
  - گویش تیم
  - گویش کت
- زبان‌های سایان (زبان ساکنان نواحی کوهستانی)
- زبان کاماسی
- زبان ماتوری

## پیوندی به بیرون
- زبان‌ها و اقوام سیبری